# Szantorini nemzetközi repülőtér
A Szantorini nemzetközi repülőtér (IATA: JTR, ICAO: LGSR) Görögország egyik nemzetközi repülőtere, amely a Szantorini szigetcsoporton található. Éves utasforgalma 2 254 926 fő (2018). Üzemeltetője a Fraport Greece.

## Futópályák
A repülőtér futópályái:
- 16L/34R (2125 m, 45 m, aszfalt)

## Forgalom
Az utasforgalom az elmúlt években az alábbi módon változott:
| Utasok száma | 401 048 | 471 930 | 675 500 | 533 927 | 678 235 | 722 155 | 898 153 | 1 685 695 | 2 300 408 | 2 744 650 |
|              | 1994    | 1997    | 2000    | 2003    | 2006    | 2010    | 2013    | 2016      | 2019      | 2022      |

## Légitársaságok és úticélok
The following airlines operate regular scheduled and charter flights at Santorini (Thira) repülőtér:
| Légitársaság                  | Célállomások |
| ----------------------------- | --- |
| Aegean Airlines               | Athens Szezonális: Tel Aviv |
| Aer Lingus                    | Szezonális: Dublin |
| Air Europa                    | Szezonális: Madrid (2023 június 20-tól) |
| Air France                    | Szezonális: Marseille, Párizs–Charles de Gaulle                                                                                                 |
| airBaltic                     | Szezonális: Riga |
| Animawings                    | Szezonális: Bucharest (2023 július 3-tól) |
| ASL Airlines France           | Szezonális charter: Lyon |
| Austrian Airlines             | Szezonális: Bécs |
| Bluebird Airways              | Szezonális: Tel Aviv |
| British Airways               | Szezonális: London–City, London–Gatwick, London–Heathrow                                                                                        |
| Condor                        | Szezonális: Düsseldorf, Frankfurt, München, Stuttgart                                                                                           |
| Cycladic Airlines             | Szezonális: Heraklion, Mykonos, Syros |
| Cyprus Airways                | Szezonális: Larnaca |
| easyJet                       | Szezonális: Bristol, Genf, London–Gatwick, London–Luton, Manchester, Milan–Malpensa, Naples                                                     |
| Edelweiss Air                 | Szezonális: Zürich |
| Etihad Airways                | Szezonális: Abu Dhabi |
| Eurowings                     | Szezonális: Köln/Bonn, Düsseldorf, Hamburg, Stuttgart, Bécs                                                                                     |
| Eurowings Discover            | Szezonális: München |
| Finnair                       | Szezonális: Helsinki |
| flydubai                      | Szezonális: Dubai–International |
| flynas                        | Szezonális: Riyadh |
| Gulf Air                      | Szezonális: Bahrain |
| Helvetic Airways              | Szezonális: Basel/Mulhouse |
| Iberia Express                | Szezonális: Madrid |
| Jet2.com                      | Szezonális: Birmingham, Bristol, Edinburgh, East Midlands (2023 május 26-tól), Leeds/Bradford, London–Stansted, Manchester, Newcastle upon Tyne |
| Lufthansa                     | Szezonális: Frankfurt, München |
| Luxair                        | Szezonális: Luxembourg |
| Neos                          | Szezonális: Milan–Malpensa, Verona |
| Norwegian                     | Szezonális: Koppenhága, Oslo, Stockholm–Arlanda                                                                                                 |
| Novair                        | Szezonális charter: Oslo |
| Olympic Air                   | Szezonális: Thessaloniki |
| Qatar Airways                 | Szezonális: Doha |
| Ryanair                       | Szezonális: Athens, Bari, Bergamo, Corfu, Dublin, Gdańsk, Krakkó, London–Stansted, Milan–Malpensa, Naples, Rome–Fiumicino, Bécs                 |
| Scandinavian Airlines         | Szezonális: Koppenhága Seasonal charter: Gothenburg, Stavanger, Stockholm–Arlanda, Trondheim                                                    |
| Sky Express                   | Athens |
| Smartwings                    | Szezonális: Prága, Varsó–Chopin |
| Swiss International Air Lines | Szezonális: Genf, Zürich |
| Trade Air                     | Szezonális charter: Ljubljana |
| Transavia                     | Szezonális: Amszterdam, Lyon, Montpellier, Nantes, Párizs–Orly                                                                                  |
| TUI Airways                   | Szezonális: Birmingham, Bristol, East Midlands, Manchester                                                                                      |
| TUI fly Belgium               | Szezonális: Brüsszel |
| Tus Airways                   | Szezonális: Larnaca |
| Volotea                       | Athens, Thessaloniki Szezonális: Bari, Bordeaux, Lyon, Marseille, Nantes, Naples, Palermo (2023 június 1-től), Toulouse, Venice, Verona         |
| Vueling                       | Szezonális: Barcelona, Florence, Rome–Fiumicino                                                                                                 |
| Wizz Air                      | Szezonális: Abu Dhabi, Bucharest, Budapest, Catania, Iași, Naples, Rome–Fiumicino, Tel Aviv, Timișoara, Venice, Varsó–Chopin                    |